# 打點
打點（RBI，Run Batted In）在棒球統計數字中，是指打者藉由每次打席，使壘包上的跑壘員或打者本身都跑回本壘得分。
其中包含球員被四壞保送或觸身球而上壘、打出高飛犧牲打使壘上跑者得分。
但以下情形得分並不計打點：1.球員打出雙殺打、2.守備失誤（妨礙例外）、3.投手暴投或捕手捕逸、4.因投手犯規而得分。
範例：
1. 球員打出全壘打而壘包有兩個人，打點則計為3分打點（因為打擊者和兩名跑者都得分）。
2. 球員打出安打使壘上2－3名跑者得分，但守備方處理安打球出現失誤時，則由紀錄組主觀認定失誤造成的得分，將其扣除後記為打者的打點。

雖然打點代表打者打回的分數，也是一種評估球員貢獻的數據。但由於隊友的上壘能力會影響打點的輸出（無人在壘只能靠全壘打取得打點），所以不宜單純以打點作為評價打者能力的指標。

## 外部連結
- 打點在台灣棒球維基館上的頁面（繁體中文）